# 伝承歌劇団-エウロパの軌跡-
伝承歌劇団-エウロパの軌跡-（でんしょうかげきだん-エウロパのきせき-）は日本のロックバンドである。
通称「伝承歌劇団」、「伝承」、「エウロパ」等。
ライブまた各作品に必ずテーマ・物語があり、その物語の流れに沿い楽曲とストーリーテラーの語りによって独自の音楽世界を盛り上げる。その独特なバンドスタイルから「ドラマチック・エンターテイメント・バンド」と称されることもある。

## メンバー
- 声楽士Dahna　（ダーナ） 3月16日生.A型 　担当：ボーカル/リーダー
- 脚本家YUKKA　（ユッカ） 12月31日生.O型 　担当：脚本･演出
- 高音弦楽士Rashufel　（ラシュフェル） 2月5日生.A型 　担当：ギター
- 低音弦楽士Larios　（ラリオス） 10月14日生.AB型 　担当：ベース
- 打楽士Shadow　（シャドー） 11月12日生.A型 　担当：ドラム
- 語り部Algos　（アルゴス） 8月15日生.B型 　担当：ストーリーテラー

メンバー仲が非常に良く、現在でもライブイベントの内容によっては歴代のメンバーが度々ゲストに登場することもある。

## 歴代メンバー
- Garua（ガルーア）/初代語り部
- Red（レッド）/2代目語り部
- Lumino（ルミーノ）/初代高音弦楽士
- El.Doon（エル・ドゥーン）/2代目サイド高音弦楽士
- SuShi･Negitoro（スーシー･ネギトロ）/初代低音弦楽士
- Maverick（マーヴェリック）/2代目低音弦楽士
- Tia（ティア）/声楽士（コーラス）
- Aletto（アレット）/初代鍵盤楽士
- Anisia（アニシア）/初代セカンド鍵盤弦楽士
- Ki-yu（キーユ）/2代目鍵盤弦楽士
- MASA-KING（マサキング）/初代打楽士
- Utios（ユーティオス）/2代目打楽士

・・・他

## バンドとメンバーの特色
1995年に結成。
この世の全ての出来事が納められているという幻の天体「聖天球エウロパ」より啓示を受けた精鋭により構成されたとして、様々な物語をドラマチックな音楽にのせて熱いステージを魅せるバンドである。
メンバーは全員仮面で素顔を隠しているというのが特徴の一つである。
リーダーである声楽士Dahnaがラジオで語った『仮面をつけている理由』が、「ぼくらのステージは、お客様に夢を見てもらう場所だ。ファンタジーな世界や様々な世界を繰り広げる人間が、観ているお客様と変わらぬ姿でステージに出てきて何をしてもお客様は現実に戻ってしまうと思う。少しでも観ている人達が楽しんで世界に入り込めるように、我々は仮面をつけきらびやかな恰好をしているんだ」というものだった。
次に上げられる特徴はそのライブスタイルであろう。
ライブ等で語られる物語は「語り部」という独自のセクションにより語られ、声楽士と称されるボーカルとは別に「語る専門」のメンバーによって伝えられるスタイル。そしてそれが固定メンバーであるということは、これまで数々あったコンセプト･バンドの中には見られなかった新たなパターンである。物語に沿って演奏、また、歌い上げられる楽曲の数々は、その独自のステージのためにジャンルを問わず作り上げられている。声楽士の歌い上げる歌ものもさることながら、語り部が物語を語る間に流れるBGMも楽器隊が生で演奏する。1ステージ中に演奏（歌あり、無し含め）される楽曲は通常形式のバンドに比べて単純に倍と考えられる。もちろん、ライブのみならず、彼等の音源等も同じ形式で作られている。
一番の大きな特徴は語り部の存在と、バンドの正式メンバーとして脚本家を有しているところだ。
特に、劇団などではなくロックバンドの専属脚本家というのは類をみない特出した存在である。
脚本家であるYUKKAはステージに登場することはないものの、声楽士Dahnaと共に結成時からのメンバーとして長くこのバンドを支えている存在。脚本家としてだけではなく、CGグラフィック、音楽演出他でも活躍する総合クリエイターでもある。
伝承歌劇団作品のデザイン関係も彼女もしくは彼女の指揮の元に様々なクリエイターが集まり制作されるという。
また、彼女の公式ブログではバンド関係だけでなく、多くの音楽、アニメ、ゲーム、文学作品等について語られ、かなりのマニアぶりをジャンルを問わずにみせている。（本人はブログ内でマニアではないと常に否定）
語り部Algosはステージで物語を伝える他にアクションもこなし、同名で声優･役者としても活動。
声楽士Dahnaは、ボーカルのみならず、作曲家として外部への楽曲提供もしている。

## ディスコグラフィー
- 勇者の胎動（自主制作盤/4曲入りミニアルバム/1998年）
- Flash on the Blade（自主制作盤/シングルCD-EXTRA/2001年）
- Re:vitalize-復活の大地-（発売元：ブロー・ウィンド・レコード販売元：ユニバーサルミュージック株式会社/アルバム/2002年））
- シャインライナー（自主制作盤/シングル/2003年））
- その名はブレイバー（Lip on Hip/シングル/2004年/★アルバム「THE BRAVE」につながる序章作品となっている）
- THE BRAVE（Lip on Hip/アルバム/2006年）
- Lip on Hip CompilationCD Vol.3（Lip on Hip/2006年/井上和彦VS内海賢二作品の主題歌「小さき勇者チワワ」を収録）
- 月影の深淵（Lip on Hip/シングル/2009年）

### 外部参加作品
- オムニバスCD「Punishment Party Vol.4」（2002年）
- CDアルトネリコヒュムノスミュージカル「クレア-そよかぜの約束-」

脚本：YUKKA/ボーカル参加：Dahna/声優参加：Algos
（株式会社ティームエンタテインメント/Lip on Hip/2006年）
- CDアルトネリコヒュムノスミュージカル「スピカ-心が紡ぐ贈りもの-」

脚本：YUKKA/ボーカル参加：Dahna/声優参加：Algos
（株式会社ティームエンタテインメント/Lip on Hip/2007年）
- CD「焔〜ホムラ　アルトネリコ2 ヒュムノスコンサート side紅」

ボーカル参加：Dahna
（株式会社ハッツ アンリミテッド/株式会社ガスト/販売元：エイベックス・マーケティング株式会社/2007年）
- CD「COOLだぜ！」（AS PROJECT/2007年）：千葉ロッテマリーンズ公式キャラクターソング
- CD「私は私のまま誰にでも変われるキャラクターCD　vol.5咲河りふる」（匠/リップオンヒップ／2008年）

「Merciless Execution -TVsize.Ver-」作詞・作曲：Dahna／歌：Dahna＆松本さち
- CD「私は私のまま誰にでも変われる-Song Collection-」（匠/リップオンヒップ／2008年）

「Merciless Execution -Fullsize.Ver-」作詞・作曲：Dahna／歌：Dahna＆松本さち
- CD聖闘士星矢 冥王ハーデス編スペシャルアルバム「THE HADES」

ボーカル参加：Dahna/ギター参加：Rashufel
（コロムビアミュージックエンターテイメント/2008年）
- PCゲームソフト　新堂真弓プロデュース作品「ミンナノウタ -Everyone's song-」

Dahna楽曲提供
- CD「超空転神トランセイザー ドラマCD」（Lip on Hip/2009年）
- CD「超空転神トランセイザー オリジナルサウンドトラック」（Lip on Hip/2009年）

主題歌「超空転神トランセイザー」作詞：YUKKA 作曲：Dahna/演奏：伝承歌劇団-エウロパの軌跡-
- CD「Sound DramaFate/Zero Vol.2 -王たちの狂宴-」（HOBiRECORDS/2009年）

Dahna楽曲提供
- CD「Sound DramaFate/Zero Vol.3 -散りゆく者たち-」（HOBiRECORDS/2009年）

Dahna楽曲提供
- CD「Sound DramaFate/Zero Vol.4 -煉獄の炎-」（HOBiRECORDS/2010年）

Dahna楽曲提供
- CD「Sound Drama絶対調律士ノア第一楽章」（Waltz／2010年）
- CD「Sound Drama絶対調律士ノア第二楽章」（Waltz／2010年）

メインＯＰテーマ「旋律の神話」作･編曲：Dahna
～Kei～ＯＰテーマソング「al fine-アル・フィーネ-」作詞：YUKKA 作･編曲：Dahna／歌：Dahna＆松本さち
ＥＤテーマソング「奏～kanade～」作･編曲：Dahna
- ニンテンドーDSゲームソフト「スーパーロボット大戦L」（バンダイナムコゲームス／2010年）

Dahna楽曲提供
- PlayStation 3/PlayStation Portableソフト「水月 弐」（PIACCI/2011～2012年）

PS3版オープニングテーマ - 通りゃんせ（作・編曲Dahna）
PSP版オープニングテーマ - 蛍火（作・編曲Dahna）
南武咲姫エンディングテーマ - 咲散華（作詞：YUKKA／作曲：Dahna）
- ニンテンドーDSゲームソフト「スーパーロボット大戦UX」（バンダイナムコゲームス／2013年）

Dahna楽曲提供
- mobage 本格RPG「ラストジェネシス」（NHN PlayArt Corp./2015年4月～）

YUKKAシナリオ担当
- PlayStation Vitaゲームソフト「CLOCK ZERO 〜終焉の一秒〜 ExTime」（オトメイト/2015年）

挿入歌「Godless wonderland」作詞:YUKKA／作曲:Dahna／編曲:瀧北雅文／歌：松本さち
ルーク（CV：松本さち） イメージソング

## メディア出演

### ラジオ
- ヨコハマ・ミュージックアワード　ゲスト（FM横浜）
- インターネットラジオ『大人バカ。』　ゲスト（すときゃ）
- ウェブラジオ　伝承歌劇団『天下一仮面舞踏会』（Lip on Hip）

### TV
- UD-CDTV（TBS系列）
- エンバン〜Entertainment　Band〜（テレビ朝日系列 ライブ特別番組）
- うたばん（TBS系列）
- M.I.T（BS日テレ）

### 他舞台など
- 千葉ロッテマリーンズキャラクターショー　伝承歌劇団＆COOL★期間限定（マーくんVSCOOL他）脚本/演出 YUKKA
- 2007 ロックミュージカル「蒼き王と紅の王 〜Legend of Re:vitalize〜（脚本/演出：YUKKA）」

（出演/伝承歌劇団〜エウロパの軌跡〜/高城元気/時田光/佐久間紅美/佐藤修幸/SHIGERU（AciD FLavoR））
- 2008 ロックミュージカル「終わりの刻、はじまりの歌〜光のレオと闇のシグマ〜（脚本/演出：YUKKA）」

（出演/伝承歌劇団〜エウロパの軌跡〜/高城元気/時田光/佐久間紅美/中村麗香/SHIGERU（AciD FLavoR））

### 参考サイト
- コロムビアミュージックエンターテイメント
- アルトネリコ2ヒュムノスコンサート特設サイト
- スピカ〜心が紡ぐ贈りものAr tonelico Hymmnos Musical（Flash仕様）
- クレア〜そよかぜの約束〜Ar tonelico Hymmnos Musical（Flash仕様）
- アニメイトTV - ウェイバックマシン（2008年5月21日アーカイブ分）
- 対決5 井上和彦 vs 内海賢二
- 株式会社コンポジラ（What's New参照）